# کوستا برابا

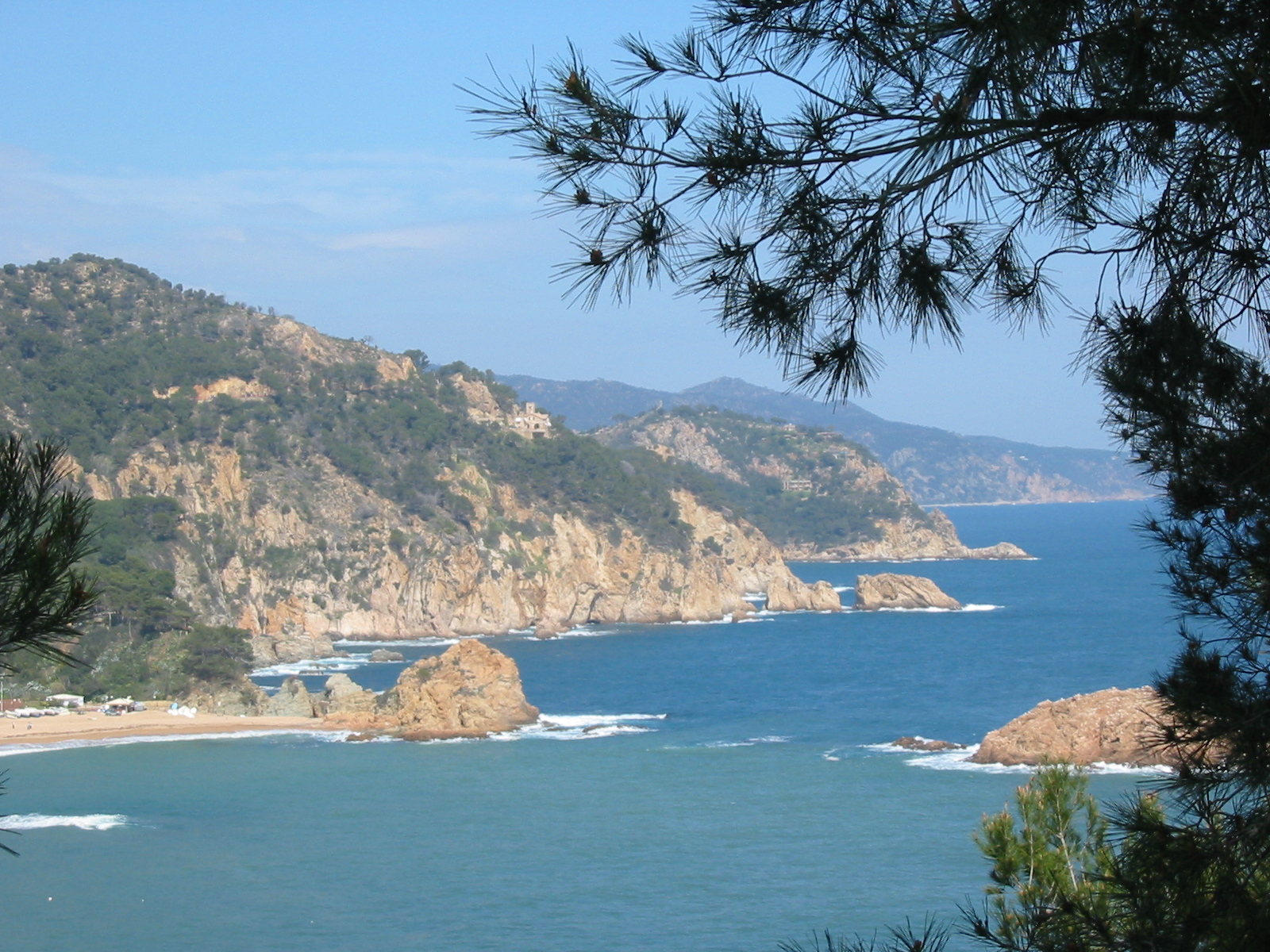

کوستا برابا (اسپانیایی: Costa Brava‎؛ ‏کاتالان: [ˈkɔstə ˈβɾaβə]؛ ‏ اسپانیایی: [ˈkosta ˈβɾaβa]) که به «ساحل خشن» معروف است، منطقه‌ای ساحلی در شمال اسپانیا است. این سواحل شنی نرم و دریای آبی گرم علاقه‌مندان به تفریحات آبی و ساحلی را از سراسر اروپا جذب می‌کند و یکی از جاذبه‌های گردشگری اسپانیا به حساب می‌آید.
کوستا برابا در ۶۰ کیلومتری (۳۷ مایلی) شهر بلانس در شمال شرقی بارسلونا به سمت مرز فرانسه قرار دارد. در دهه ۱۹۵۰، دولت اسپانیا کارآفرینان محلی را برای توسعه قابل توجه منطقه به عنوان مقصد مناسب تعطیلات مسافران، عمدتاً از فرانسه و اروپای شمالی، ترغیب کرد. ترکیبی از آب و هوای تابستانی بسیار خوب، طبیعت زیبا، سواحل عالی و نرخ مطلوب ارز، کوستا برابا را به مقصد گردشگری نسبتاً ارزان قیمت تبدیل کرده‌است و تعداد زیادی از هتل، آپارتمان و استخرهای ساحلی از گردشگران پذیرایی می‌کنند. گردشگری به سرعت جای ماهیگیری را به عنوان اصلی‌ترین درآمد منطقه گرفت.